# کالج جنگی نیروی دریایی
کالج جنگی نیروی دریایی (انگلیسی: Naval War College) کالج افسری و «خانهٔ فکر» نیروی دریایی ایالات متحده آمریکا واقع در نیوپورت، رود آیلند است. این کالج رهبران را آموزش داده و از تعریف نیروی دریایی آینده، و نقش‌های و مأموریت‌های مرتبط، آمادگی رزمی پشتیبانی و شراکت‌های جهانی دریایی را تقویت می‌کند.